# Lotnisko Katowice-Muchowiec

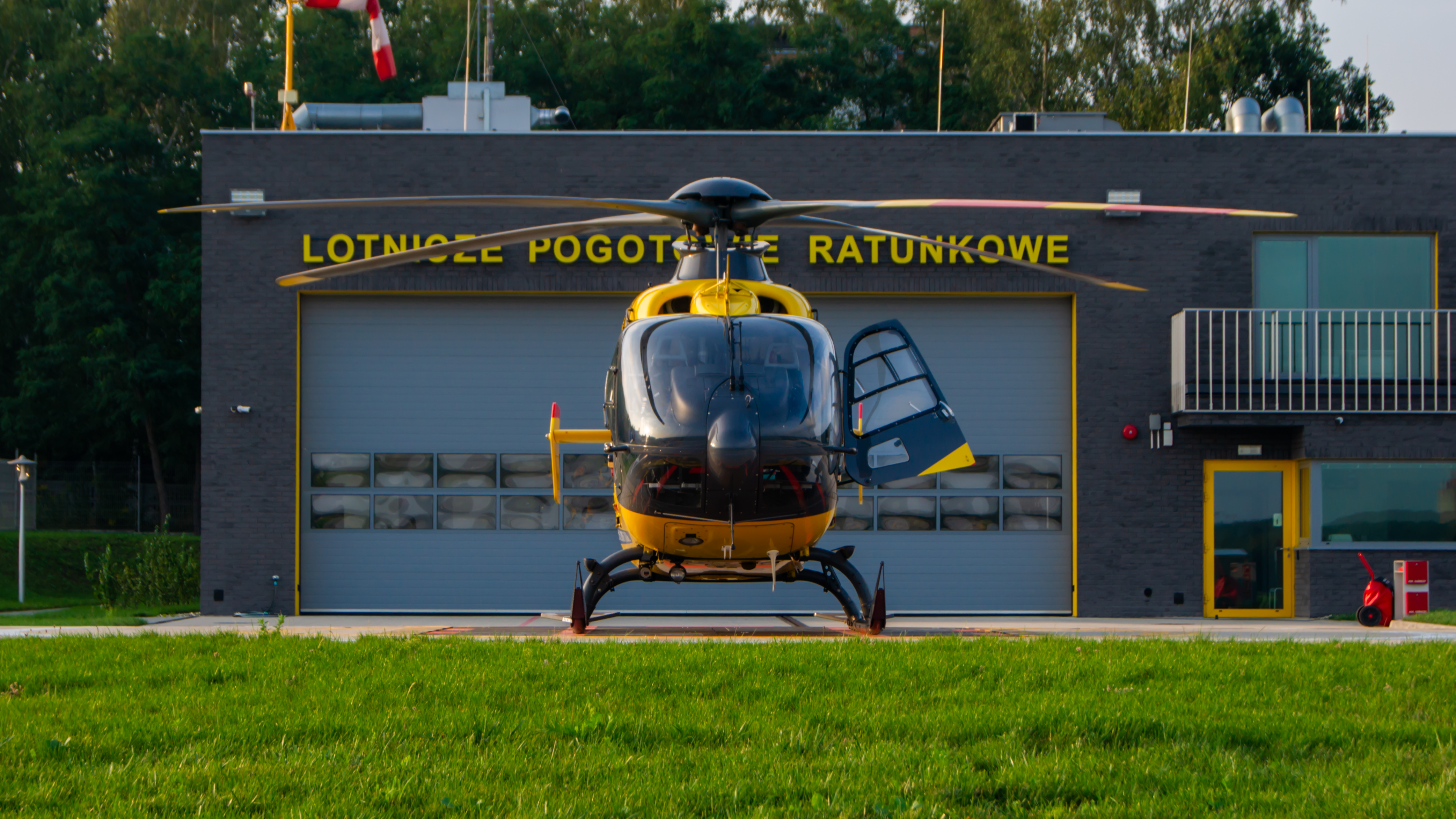
Baza Lotniczego Pogotowia Ratunkowego na katowickim Muchowcu

Lotnisko Katowice-Muchowiec (kod ICAO: EPKM) – cywilne lotnisko sportowe w Katowicach z betonową drogą startową, częściowo zniszczoną przez szkody górnicze i dwiema drogami trawiastymi. Ponieważ port lotniczy Katowice-Pyrzowice jest położony w dużym oddaleniu od centrum miasta, w 2005 władzom Katowic zaproponowano przystosowanie lotniska na Muchowcu do przejęcia od portu w Pyrzowicach mniejszych lotów rejsowych i części intensywnego ruchu małych samolotów lotnictwa ogólnego (ang.: general aviation).

## Wymagana infrastruktura
W obliczu rozległych szkód górniczych na terenie lotniska, uznano za najlepsze rozwiązanie wybudowanie zupełnie nowej utwardzonej drogi startowej o wymiarach 850 x 25 metrów wzdłuż ul. Lotnisko. Dodatkowa wymagana infrastruktura to rozbudowana płyta postojowa samolotów, odpowiedni terminal pasażerski, zmodernizowane oświetlenie nawigacyjne, oraz system ILS lub jego odpowiednik GPS dla lądowania precyzyjnego wg instrumentów przy ograniczonej widoczności. Modernizacja portu jest hamowana sporem na tle własnościowym pomiędzy aeroklubami.

### Lotnisko miejskie (city airport)
Zmodernizowany port lotniczy Katowice-Muchowiec należałby do kategorii lotnisk miejskich (ang.: city airports), która pojawiła się na świecie ok. 10 lat temu. Mógłby przyjmować rejsowe loty wykonywane niewielkimi (do 18 pasażerów) samolotami typu STOL i zorientowany byłby pod obsługę mniejszego ruchu regionalnego i biznesowego. Powstanie tego typu portu lotniczego jest postrzegane przez jego zwolenników jako kluczowe dla dalszego rozwoju Katowic jako miasta o dużym znaczeniu gospodarczym.
Z drugiej strony, nie jest wcale pewnym, że ruch lotniczy nowego portu zarobiłby na jego utrzymanie, nie mówiąc już o pokryciu kosztów jego modernizacji, lub że Komisja Europejska zgodziłaby się na częściowe finansowanie tego projektu z funduszy UE.

## Historia
- Lotnisko o powierzchni 56 ha zostało wybudowane w roku 1926 przez Śląski Okręg Wojewódzki Ligi Obrony Powietrznej Państwa, a następnie wydzierżawione Ministerstwu Komunikacji. Oprócz pola wzlotów (z latarnią o sile 5000 świec do lotów nocnych) posiadało dwa hangary (komunikacyjny i sportowy) oraz budynek administracyjny ze stacją meteorologiczną i terminalem pasażerskim (patrz niżej).
- Na lotnisku działał ośrodek lotniczego Przysposobienia Wojskowego zorganizowany przez Aeroklub Śląski, który prowadził m.in. szkolenie szybowcowe (ze startu na holu za samolotem)[3].
- Loty pasażerskie do Warszawy zostały uruchomione przez Polskie Linie Lotnicze "LOT" 2 stycznia 1929. Odbywały się raz dziennie i były obsługiwane ośmioosobowym samolotem Fokker F.VIIa/1m; lot trwał 1,5 godziny. Ostatni rejs zrealizowano 30 sierpnia 1939.
- Poza kierunkiem warszawskim funkcjonowały także połączenia lotnicze do Krakowa (lot trwał 30 minut) oraz (do 30 kwietnia 1930) do Wiednia przez Brno (3,5 godziny).

- W roku 1932 przewieziono z Katowic ogólną liczbę 529 pasażerów, 3660 kg bagażu, 1162 kg przesyłek, 801 kg poczty i 1900 kg gazet[4]. Z kolei w roku 1936 lotnisko w 719 lotach obsłużyło 4000 pasażerów, przeszło przez nie 45 165 kg bagaży i towarów oraz 37 803 kg poczty i gazet[5].

- Terminal pasażerski lotniska Katowice-Muchowiec, z poczekalnią i restauracją, powstał w latach trzydziestych, kiedy miasto, stolica województwa śląskiego było w szczytowym okresie rozwoju. Projektantem budynku był katowicki architekt Tadeusz Michejda.
- Dawniej na lotnisku Katowice-Muchowiec lądowały samoloty pasażerskie Polskich Linii Lotniczych LOT - do 1958 regularnie, potem rzadziej.
- Rejsowy ruch lotniczy został zawieszony m.in. z uwagi na szkody górnicze objawione na terenie lotniska. Ich rola jako technicznej i finansowej przeszkody w modernizacji portu nie została jeszcze sprecyzowana.
- Począwszy od 2006 roku na lotnisku organizowana jest coroczna impreza muzyczno-motoryzacyjna o nazwie Summer Cars Party[6], która odbywa się we wrześniu.
- 17 lutego 2015 roku zespół zabudowy lotniska, tj. budynek główny z wieżą kontroli lotów, budynek administracji aeroklubu oraz budynek restauracji został wpisany do rejestru zabytków nieruchomych województwa śląskiego[7].
- 23 października 2020 uruchomiono nową bazę Lotniczego Pogotowia Ratunkowego. Na lotnisku stacjonuje śmigłowiec HEMS "Ratownik 4".
- Od 2020 organizowana jest coroczna impreza motoryzacyjno-muzyczna o nazwie Moto Show Katowice, która odbywa się w sierpniu.